# Spike NLOS
Spike NLOS (от англ. non-line of sight — стрельба в отсутствие прямой видимости цели; также известна под названием «Тамуз») — универсальная израильская ракета семейства Spike.
Разработана в Израиле на 80 % концерном «Rafael» совместно с другими компаниями в начале 1990-х годов. Решение о снятии с «Тамузов» грифа секретности было принято в начале ноября 2010 года. Пресс-служба Армии обороны Израиля сообщила что концерн «Рафаэл» представит Spike NLOS на форуме ASH 2010.

## Устройство
Представляет собой многоцелевую мультиплатформенную электронно-оптическую ракетную систему, предназначенную для уничтожения бронетехники, защищённых объектов (типа бункер, ДОТ, ДЗОТ) и инженерных сооружений, а также надводных целей и личного состава противника. Может устанавливаться на воздушных, морских, или сухопутных носителях. Ракета выполнена с раскрывающимися крыльями по классической аэродинамической схеме. Spike NLOS может наводиться при помощи БПЛА или спутника, имеет собственную систему фиксации цели и дистанционное управление которое осуществляется с помощью двухсторонней электронно-оптической системой передачи изображения, что значительно расширяет возможности его боевого применения. Ракеты данного комплекса могут использоваться как днём, так и ночью. Компактность, быстрота развертывания и огневая мощь комплекса позволяют снизить зависимость малых подразделений от артиллерийской и воздушной поддержки и дают им возможность эффективно бороться с укреплениями, танками и другими трудноуязвимыми для обычного оружия целями.

## Возможности
Электро-оптическое управление ракетой позволяет:
- Выбирать цель после запуска или изменять цель, например на более важную
- Получать разведывательные данные в реальном времени и опознавать цель
- Осуществлять захват цели ГСН после старта, вести огонь с закрытых позиций
- Достигать высочайшей точности на максимальной дальности.
- Минимизировать сопутствующий ущерб и исключить огонь по своим.
- Делает ракету нечувствительной к постановке радиоэлектронных и инфракрасных помех.

Запуск ракеты может осуществляется в трёх основных режимах — «Выстрелил и забыл» (Fire and Forget), «Выстрелил, оценил и скорректировал» (Fire, Observe and Update) и «Выстрелил и направил» (Fire and Steer).

## Эксплуатация
Аббревиатура используемая в название данной ракеты — NLOS расшифровывается как Non Line Of Sight что означает («Вне пределов видимости»).
Стоимость одной ракеты на 2011 год составляет около 145 тыс. долларов США.
Эффективный радиус действия данной ракеты до 25 километров. Вес ракеты в упаковочном контейнере — 71 килограмм. Ракета имеет среднюю скорость на траектории: 130—180 м/с., бронепробиваемость до 1000 мм стальной гомогенной брони. Комплекс может применяться при температуре от −32 до + 49 и хранится при температуре от −45 до + 71.
Ракета в зависимости от поставленной задачи может оснащаться различными видами боеголовок — кумулятивной, осколочной, многофункциональной (PBF и PBF/F).
Данными ракетами комплектуется самоходная артиллерийская установка нового поколения «Пэрэ». Боеукладка состоит из 22-х ракет.

## На вооружении
Израиль
 Азербайджан

### Экспорт
- Республика Корея— в июле 2011 года подписан контракт на приобретение комплексов (ПТРК) Spike NLOS Южной Кореей на 43 млн долларов (всего 67 комплектов).[1]

## Боевое применение
В реальной боевой обстановке ракета применялась в 2006 году в ходе Второй Ливанской войны, так и во время операции «Литой свинец» в секторе Газа. За Вторую Ливанскую войну было использовано около 500 ракет.
В ходе современных столкновений Карабахского конфликта, Сухопутные войска Азербайджана активно применяют системы «Spike», среди которых Spike NLOS